# Resan Hanımefendi
Resan Hanimefendi (28. března 1860 Artvin – 31. března 1910 Istanbul) byla manželka osmanského sultána Murada V.

## Životopis
Narodila se v březnu 1860 v Artvinu do gruzínské šlechtické rodiny. Její rodné jméno bylo Ayşe. Jejím otcem byl Ömer Bey, matkou Fatma Hanım. Měla sestru Rabii Gülten Hanım a ještě nevlastní sestru Şayeste Hanım. Ve velmi nízkém věku byla společně se sestrami poslána do Istanbulu, kde je vybrali do harému sultána. Byla přejmenována na Resan, jak to kázaly turecké a muslimské tradice. Sloužila princezně Senize Sultan. Když dospěla, všiml si jí sultán Murad V. Na přání jejich rodičů se musela stát jeho manželkou.
Seniha Sultan ji poslala do paláce Çırağan, kde se v listopadu 1877 za sultána Murada provdala. Po sňatku se její sestra Rabia Gülten stala její dvorní dámou. Dva roky po sňatku se jí narodila dcera Fatma Sultan a o rok později další dcera Aliye Sultan. Po smrti Murada v roce 1904 žila nadále v paláci Çırağan až do roku 1908. 
V roce 1909 se odstěhovala do Bursy, kde žila v paláci své dcery Fatmy. později se vrátila di Istanbulu, kde v březnu 1910 zemřela na tuberkulózu. Je pohřbena na hřbitově Eyüp. 